# IC 2508
IC 2508 је елиптична галаксија у сазвјежђу Мали лав која се налази на листи објеката дубоког неба у Индекс каталогу.
Деклинација објекта је + 33° 30' 31" а ректасцензија 9h 47m 7,0s. Привидна величина (магнитуда) објекта IC 2508 износи 15,0 а фотографска магнитуда 16,0. IC 2508 је још познат и под ознакама CGCG 182-17, NPM1G +33.0172, PGC 28106.